# Estación de Belmonte-Manteigas
La Estación Ferroviaria de Belmonte-Manteigas, igualmente conocida como Estación de Belmonte, es una plataforma ferroviaria de la Línea de la Beira Baixa, que sirve al ayuntamiento de Belmonte, en el Distrito de Castelo Branco, en Portugal.

## Descripción

### Clasificación, vías de circulación y plataformas
En 2004, esta plataforma tenía la clasificación E de la Red Ferroviaria Nacional. En enero de 2011, presentaba dos vías de circulación, ambas con 215 metros de longitud, y dos plataformas, ambas con 140 metros de extensión, y 40 centímetros de altura.

### Servicios
Los servicios ferroviarios se encuentran suspendidos, desde el 9 de marzo de 2009, siendo sustituidos por autobuses, gestionados por la operadora Comboios de Portugal.

## Historia

### Inauguración y expansión
Esta plataforma se inserta en el tramo entre Covilhã y Guarda de la Línea de la Beira Baixa, que abrió a la explotación el 11 de mayo de 1893.
En 1926, fue expropiada una porción de terreno adyacente a la estación, de modo que se procediese a su alargamiento y a la construcción de casas para los trabajadores.

### sigloXXI
El edificio de la estación fue desactivado en 2003; en 2006, atendiendo al avanzado estado de degradación en que se encontraba el conjunto ferroviario, la alcaldía de Belmonte procuró utilizar uno de los almacenes de la estación, y propuso la recuperación del edificio de pasajeros para otras utilidades, como un centro de atención público, y la construcción de viviendas sociales en lugar de los antiguos edificios de apoyo.
La circulación ferroviaria fue, el 9 de marzo de 2009, interrumpida en el tramo entre Guarda (Portugal)Guarda y Covilhã, para proceder a obras de rehabilitación; en ese año, previéndose que las obras estarían terminadas a finales de 2012. Este proyecto incluye, entre otras intervenciones, la prolongación y el aumento de la altura de las plataformas para pasajeros, en esta estación.